# Temple (Nuevo Hampshire)
Temple es un pueblo ubicado en el condado de Hillsborough en el estado estadounidense de Nuevo Hampshire. En el Censo de 2010 tenía una población de 1.366 habitantes y una densidad poblacional de 23,5 personas por km².

## Geografía
Temple se encuentra ubicado en las coordenadas 42°49′37″N 71°52′31″O / 42.82694, -71.87528. Según la Oficina del Censo de los Estados Unidos, Temple tiene una superficie total de 58.13 km², de la cual 57.58 km² corresponden a tierra firme y (0.96%) 0.56 km² es agua.

## Demografía
Según el censo de 2010, había 1.366 personas residiendo en Temple. La densidad de población era de 23,5 hab./km². De los 1.366 habitantes, Temple estaba compuesto por el 98.17% blancos, el 0% eran afroamericanos, el 0.44% eran amerindios, el 0.15% eran asiáticos, el 0% eran isleños del Pacífico, el 0.73% eran de otras razas y el 0.51% pertenecían a dos o más razas. Del total de la población el 2.05% eran hispanos o latinos de cualquier raza.